# Saint-Paër
Saint-Paër – miejscowość i gmina we Francji, w regionie Normandia, w departamencie Sekwana Nadmorska.
Według danych na rok 1990 gminę zamieszkiwało 1265 osób, a gęstość zaludnienia wynosiła 69 osób/km² (wśród 1421 gmin Górnej Normandii Saint-Paër plasuje się na 172. miejscu pod względem liczby ludności, natomiast pod względem powierzchni na miejscu 73.).